# Sahara (альбом Сарбеля)
Sahara (рус. Сахара) − второй студийных альбом греческого певца Сарбеля, выпущен студией Sony BMG Греция 14 июня 2006 года. В 2007 году к конкурсу песни Евровидение 2007, альбом был перезаписан. Вместе с альбомом распространялся CD-сингл «Yassou Maria» (песня, с которой Сарбель представлял Грецию на Евровидении 2007). Почти все песни исполнены на греческом языке.

## Музыкальный стиль
Стиль альбома в целом повторил стиль дебютного альбома Parakseno Synaisthima. Поп-стиль с уклоном в танцевальный. В некоторых песнях звучит лаика в современной инструментальной обработке (в основном в проигрышах).

## Список композиций
1. «Sahara» − 04:14
2. «Takse Mou» − 04:05
3. «E! Kai Loipon» (с Apostoloi, Anax) − 03:52
4. «San Kai Mena…Pouthena» (с Vanesa Adamopoulou) − 04:13
5. «O Erotas Sou Me Pianei» − 03:52
6. «Mesogeios» − 03:46
7. «Spirto Esi — Fotia Ego» (с Keanna Johnson) − 04:52
8. «Enas Apo Mas (Anyone of Us)» − 03:48
9. «Kali Sou Nihta» − 03:31
10. «Ego Tha Ziso» − 04:36
11. «Etsi Mou Areseis» − 04:02
12. «Dyo Matia Asteria» − 04:02
13. «Na 'Soun Thalassa» (с Natasa Theodoridou) − 04:08

### Только наSahara: Euro Edition
1. «Yassou Maria» (Английская версия) − 02:59
2. «Mi Chica» (с Cameron) − 03:05
3. «Yassou Maria» (Англо-греческая версия) − 03:01
4. «Enas Apo Mas: Anyone of Us — A Stupid Mistake» (Holiday Mix By D. Kontopoulos) − 03:48

## Позиции в чартах
- Sahara − #9 в Греции
- Sahara: Euro Edrition − #11 в Греции